# Schleuse Bahnitz
Die Schleuse Bahnitz ist eine Schleuse in einem Durchstich im Verlauf der Unteren Havel-Wasserstraße beim Ortsteil Bahnitz der Gemeinde Milower Land.

## Geschichte

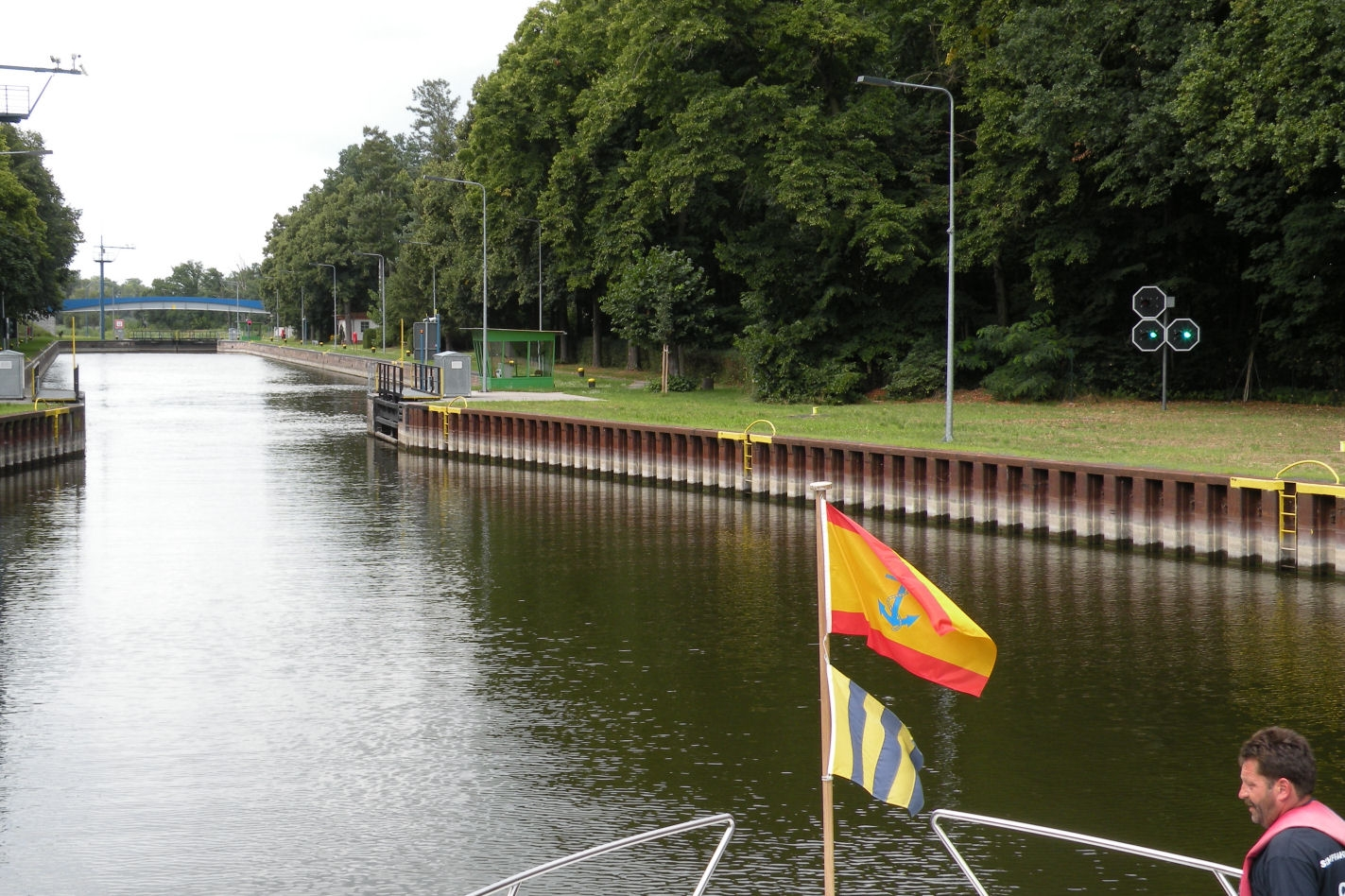
Das Oberhaupt der Schleuse Bahnitz

Im Jahr 1904 wurde gesetzlich festgeschrieben, dass im Bereich der Unteren Havel unterhalb der Stadt Brandenburg Vorflutbedingungen dahingehend zu verbessern seien, dass Flusswiesen, die uneingedeicht sind, bis spätestens zum 1. Juni eines jeden Jahres trockengefallen sein sollten. Als erste Baumaßnahmen wurde an vielen Stellen der Flussquerschnitt verbreitert. Weiterhin wurden im Bereich von Flusswindungen Durchstiche angelegt. Ein solcher Durchstich entstand beim Dorf Bahnitz. Um nachteiligen Auswirkungen in Trockenperioden durch die beschleunigten Wasserabführung aufgrund der Verkürzung der Fließstrecke zu begegnen, wurden bei Bahnitz, Grütz und Garz Stauanlagen errichtet. Diese Stauanlagen bestanden ursprünglich aus großen Nadelwehren in der Flussmitte, die den erforderlichen Wasserstand halten sollen und kleinen Schützenwehren an den Rändern. Diese wurden mit einer Durchflussbreite von 6,40 Metern für Feinregulierungen angelegt. Weiterhin entstanden Kahnschleusen für kleinere Wasserfahrzeuge. So wurde unweit der Schleuse Bahnitz die Kahnschleuse Bahnitz gebaut. Fertiggestellt wurden die Wehranlagen bei Bahnitz im Jahr 1912.

## Schleuse
Um der Havelschifffahrt ein Überwinden des Wehres zu ermöglichen, wurde im Durchstich, dem Schleusenkanal eine Schleppzugschleuse errichtet.
Die Schleuse Bahnitz wurde im Jahr 1910, also zwei Jahre vor den Wehren fertiggestellt. Die Schleuse hat eine Länge von 215 Metern, wobei die reine Nutzlänge 200 Meter beträgt, eine Kammerbreite von 23 Metern und eine Torweite von 10 Metern. Das durch die Wehre aufgestaute und durch die Schleusen zu überwindende Gefälle ist gering. Die Fallhöhe beträgt maximal 0,77 Meter. Der Schleusenverlust beträgt bei jeder Schleusung im Mittel 1600 Kubikmeter Wasser.

## Wehr Banitz
Bis zum Jahr 2005 befand sich im Havellauf das alte Nadelwehr von 1911. Da sich der bauliche Zustand des Nadelwehres zunehmend verschlechterte war ein Neubau erforderlich. Da ein Nadelwehr sehr aufwendig personell zu betreuen ist und die Schleuse, wie auch die anderen Schleusen, auf eine Fernbedienung umgestellt wurden, war auch eine Möglichkeit der Fernbedienung des Wehres notwendig geworden. Im Jahr 2009 wurde ein modernes und wartungsarmes zweifeldriges und wassergefülltes Schlauchwehr fertiggestellt. Die festgelegten Wasserstände können seitdem per Fernsteuerung sichergestellt werden.

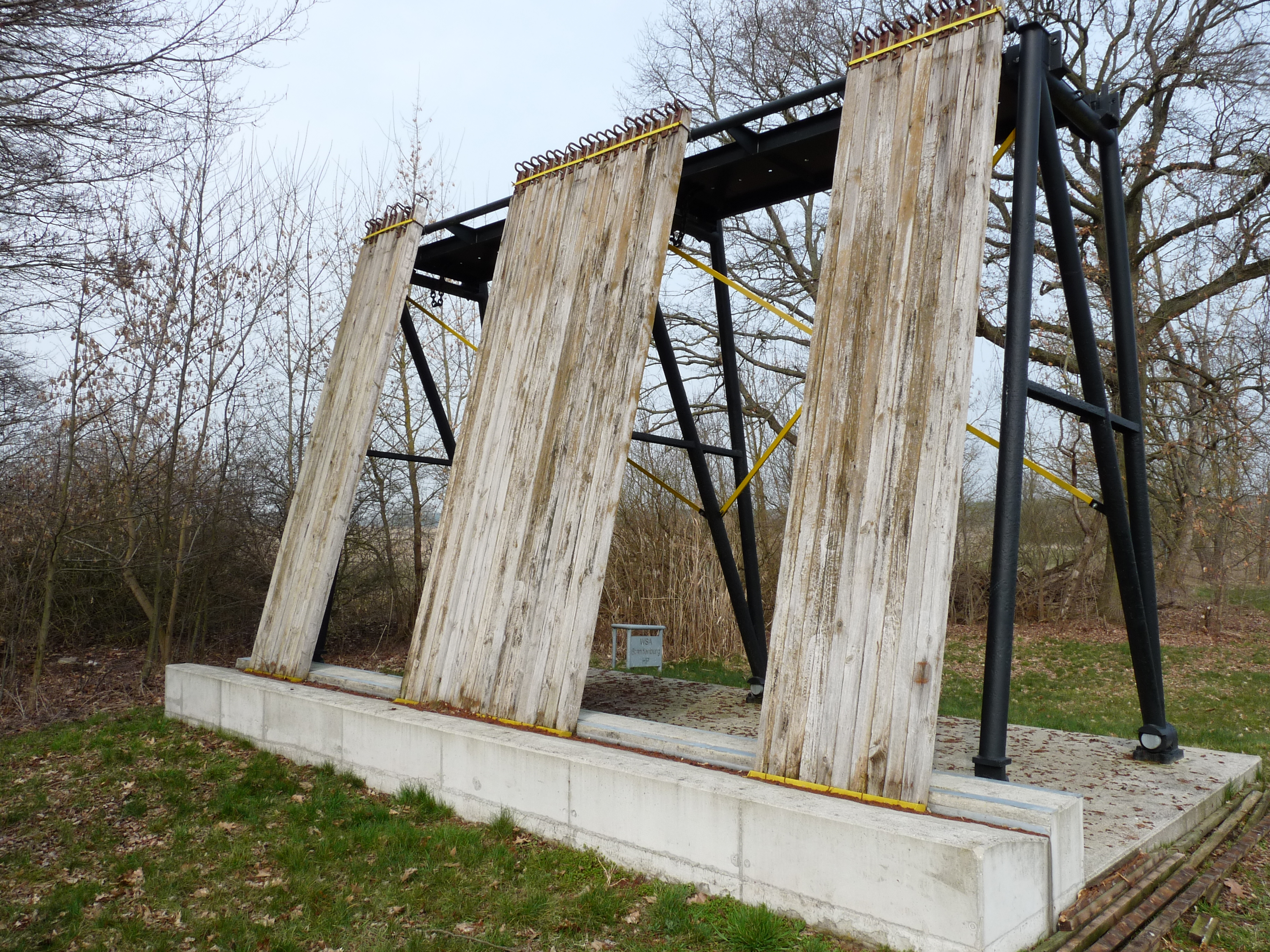
Nadelwehrgestell aus Stahl mit hölzernen Nadeln vom früheren Wehr
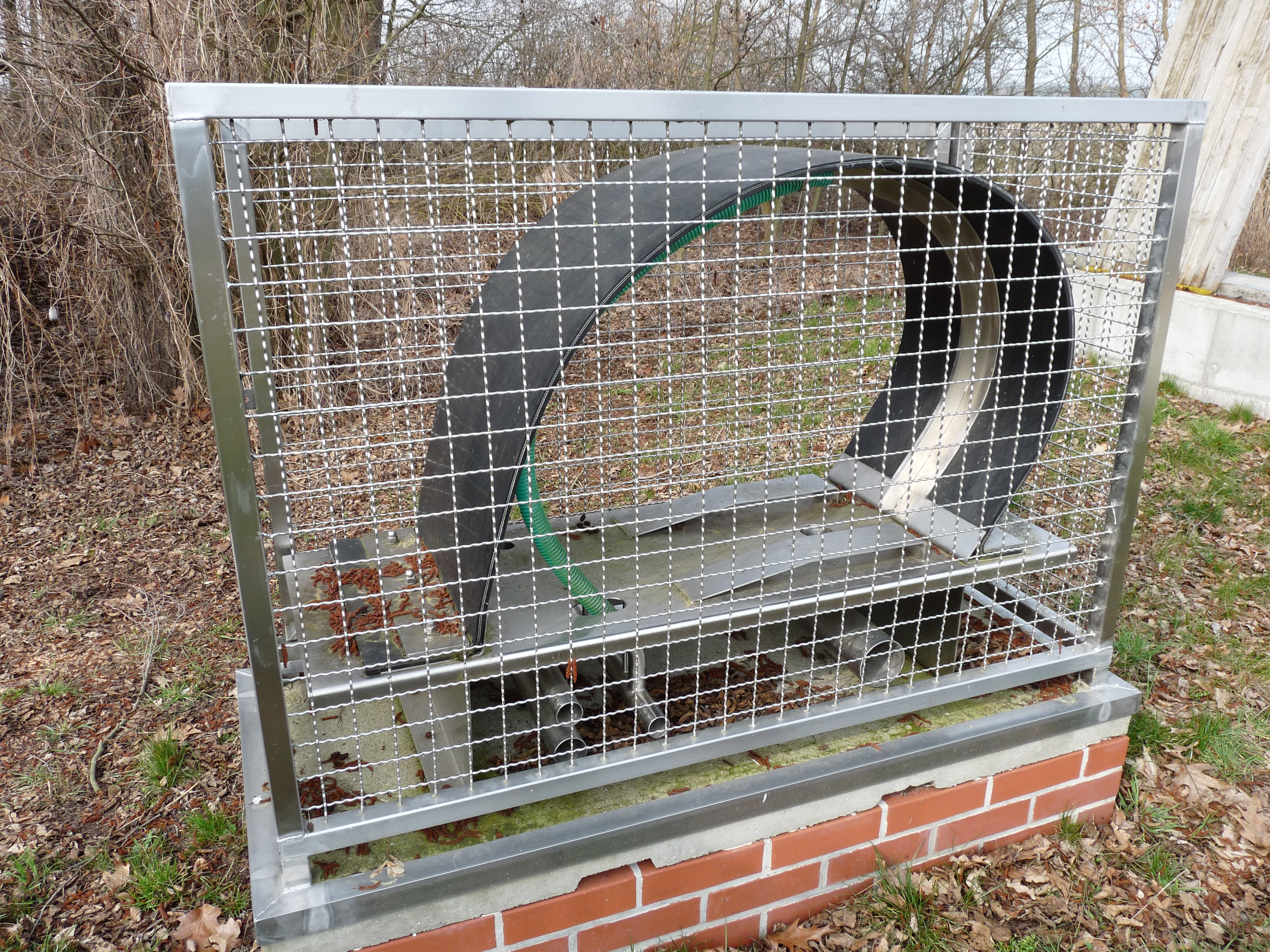
Funktionsdarstellung des Schlauchwehres
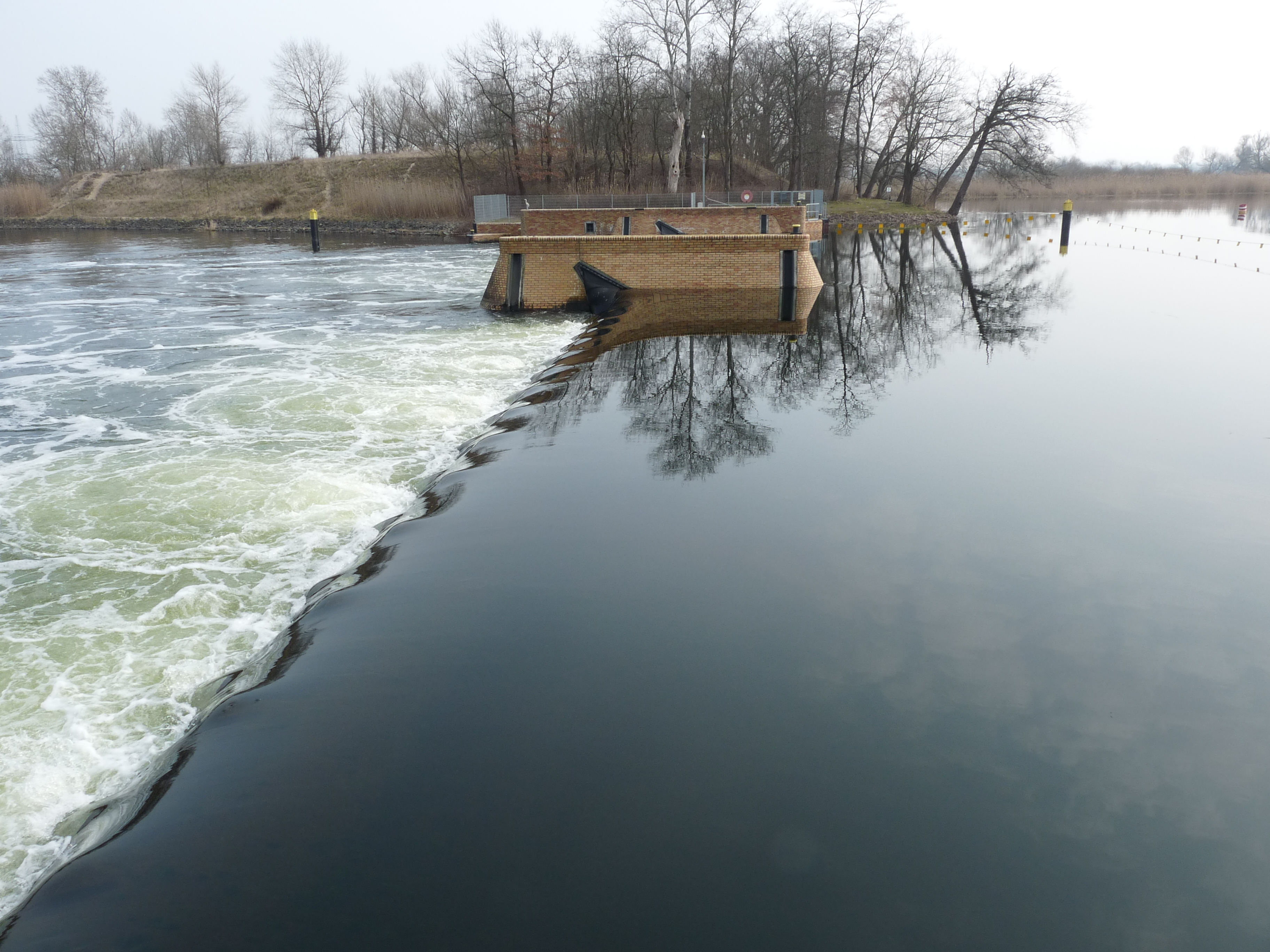
Schlauchwehr Bahnitz, linkes Feld

## Kahnschleuse und Fischpass
In die Wehranlage integriert sind am linken Ufer die selbstbedienbare Kahnschleuse und am rechten Ufer eine Fischaufstiegshilfe. Der Fischpass als Halb-Mäander Pass ermöglicht auch größeren Fischen das Passieren der Stauanlage. Der Fischpass hat eine Länge von 24,50 Meter und besteht aus fünf Becken, die jeweils 3,75 Meter lang und 2,70 Meter breit sind. Die Durchflussmenge beträgt bei Mittelwasser etwa 0,50 Kubikmeter pro Sekunde. 

## Karten
- Folke Stender (Redaktion): Sportschifffahrtskarten Binnen 1. Nautische Veröffentlichung Verlagsgesellschaft. ISBN 3-926376-10-4.